# Rubus tetsunii
Rubus tetsunii är en rosväxtart som beskrevs av Huan C.Wang och H.Sun. Rubus tetsunii ingår i släktet rubusar, och familjen rosväxter. Inga underarter finns listade i Catalogue of Life.